# Cielos del Peru
Pour les articles homonymes, voir CIU.

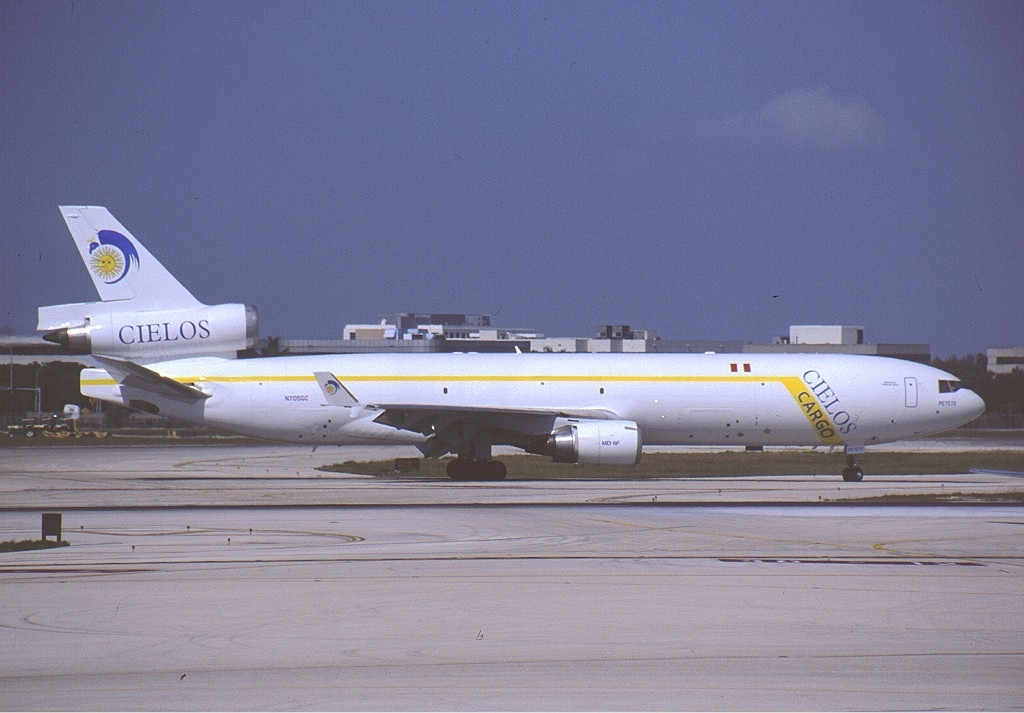
McDonnell Douglas MD-11 de la compagnie Cielos del Peru

Cielos Airlines (nom commercial de Cielos del Peru) (code AITA : A2 ; code OACI : CIU) est une compagnie aérienne sud-américaine, spécialiste du fret et basée à Lima.
La compagnie exploite dix avions[Quand ?] : neuf DC-10 et un MD-11.